# Cain Dingle
Cain Dingle es un personaje ficticio de la serie de televisión británica Emmerdale Farm, interpretado por el actor Jeff Hordley desde el 30 de marzo de 2000 hasta el 2006, Jeff regresó a la serie en el 2009 y desde entonces aparece.